# 階段途中のビッグ・ノイズ
『階段途中のビッグ・ノイズ』（かいだんとちゅうのビッグ・ノイズ）は、越谷オサムによる小説、またそれを原作とした亀屋樹による日本の漫画作品。スクウェア・エニックスの『月刊ビッグガンガン』にて連載された。
漫画のキャッチコピーは、『男子高校生よ、軽音であれ。』。

## あらすじ
舞台は県立大宮本田高校の軽音楽部。部の2人の上級生が不祥事で退学処分となり、軽音楽部も廃部の危機に立たされていた。唯一残った部員の神山啓人も部の存続を諦めていた時、幽霊部員の九十九伸太郎が現われ、校長に直談判した結果、条件付で部の存続を認めさせることに成功。その条件とは部の活動に一定の制限をかけることと、半年以内に何らかの成果をあげること。啓人と伸太郎は文化祭「田高マニア」でライブを成功させることを目標に活動を再開する。

## 登場人物
神山 啓人（かみやま けいと）
本作の主人公。県立大宮本田高校2年生で軽音楽部員。自分の主張が強く出来ず、誰の頼みでも2つ返事で引き受けてしまう、断れないタイプの人。田高マニアで演奏する兄に憧れて入部したが、やる気のない上級生に逆らえずまともな活動ができていなかった。
ある日突然、校長から廃部を言い渡されてしまい（理由は、彼の上級生2人が麻薬の吸引と覚醒剤の取引を行っていた事が判明したため）、憧れていた田高マニアへの道が閉ざされた事で、深い悲しみと絶望、そして一年を通しても全く変われなかった自分の無力さに後悔する。仕方ないと無理矢理に自分を納得させ、機材の片付けをしていると、同級で軽音楽部を去っていった九十九伸太郎に声をかけられ、そこで初めて『軽音楽部をやめたくない』という自分の気持ちを他人に伝える。伸太郎と共に校長へ直談判に行った所、校長の心変わりで部存続の条件を提示され、廃部確定を覆した事に歓喜し、そこで伸太郎との友情が生まれた。
バンドの形を整えるため部員を募集・勧誘するが悉くが断られる。が、その直後、兄から伝えられたご信託の言葉によって、あっさりと加藤先生が顧問を引き受けてくれ、条件の1つが完了する。
後に元軽音楽部の3年・吉田の紹介で、同じ2年生にして凄腕のギタリスト嶋本勇作をメンバーに加え、彼にギターを師事する事を決める。
5月にはさらに同級の元吹奏楽部、岡崎徹がドラムとして加入。この時、一通りバンドの形が整ったことで田高マニアへの思いがさらに強くなることとなる。
ボーカル兼サイドギター。作中で、再スタートを切った軽音楽部の部長となる。ボーカルになる事を決めたきっかけは、勇作から「芯が通ってて耳を叩くいい声質をしてる」と評価された事と、憧れの女子である大野亜季から、田高マニアで啓人の歌を「聞いてみたい、かも」と笑顔で言われた事。
兄である神山剛が第26回田高マニアの参加者であり、彼の率いた計9人のバンドは多くの生徒を魅了し、人気を誇った。その頃から田高マニアに憧れている。剛のバンドが参加した田高マニア第26回を録画したビデオは今も大切に神山家に保管されており、度々啓人はそれを見ている。
兄弟関係は剛の明るい性格もあって非常に良好。しかし最近は生意気になってきたか、剛とのバカ話の時は「キャラが変わった」と言われる程性格が変わり、はっきりとした物言いになる。
楽器はブラックカラーのストラトキャスター。幼少の頃に購入した相棒である。
お気に入りのバンドはGreenDay（グリーン・デイ）。彼が一番好きな歌もそのバンドの曲「Basket case（バスケット・ケース）」である。
九十九 伸太郎（つくも しんたろう）
県立大宮本田高校2年生。背が低いが意思のしっかりとした啓人の同級生。軽音楽部に籍は置いているが、入部してわずか2週間で上級生と部の雰囲気に嫌気がさして活動に来なくなっていた。
父の影響でロックバンドKISSの歌と演奏を子守唄代わりに育ってきた。故にロックミュージカルびいき。特に、KISSのベーシストジーン・シモンズに憧れているようである。
無鉄砲ですぐに飛び出る鉄砲玉のようであるらしく、軽音部を馬鹿にする沼尻らと度々ケンカになる（その時は決まって啓人が伸太郎を止め、教室を瞬時に出て行く最終防壁である）。奇妙な癖っ毛があり、驚いた時にそれが外れて空中に浮かぶ描写がある。
ベース担当。最初の頃は、他の音の後を追うような重い響きが染み付いていたが、勇作に再三指摘された結果、徹のドラムに合わせられるまでに上達している。
楽器は、レッドカラーのリッケンバッカー。お気に入りの曲はKISSの「ロックンロール・オール・ナイト」。
嶋本 勇作（しまもと ゆうさく）
県立大宮本田高校2年生。髪飾りやアクセサリーを着けていたりと、一見ちゃらちゃらした印象を受ける生徒。実は凄腕のギタリストであり、他の楽器も一通りこなせるなど、経験と実力を併せ持つ。啓人達の勧誘に応え、リード・ギターとして加入した。啓人達に音楽を教える立場にもなっている。
リード・ギター担当。練習での中心的指導もする鬼教官。
楽器はギブソンのレス・ポール。7年間大切に使ってきた勇作のお気に入りのギターである。
岡崎 徹（おかざき とおる）
県立大宮本田高校2年生。坊主頭。穏やかでゆったりとした性格だが行動は速い。元吹奏楽部で、ティンパニーを演奏していた。吹奏楽の顧問林原に失望し、演奏練習中に退部を宣言。後日、同じ吹奏楽だった長谷川里美に交際を頼んだが、「部活を途中でやめるようないいかげんな人とはお付き合い出来ない」と見事にフラれた。
その日、フラれたショックにより理科室でぼんやりしていたが、やっぱり音楽はやめたくないという気持ちが芽生え、思わず純粋に楽しかった中学の頃を思い返す。すると上の視聴覚室から音が聞こえ、行ってみると、啓人達軽音楽部が田高マニアへの参加を改めて決意するという場面に出くわした。
ドラム担当。リズムとスティックさばきに関して先天的な才能を持っている節があり、ドラムを始めてから僅か一週間で驚くほどに上達した。
大野 亜紀（おおの あき）
本作のヒロイン。県立大宮本田高校2年生で水泳部員。快活で容姿も可愛く、誰とでも仲良く接する事ができる人物。啓人の想い人。彼とのファーストコンタクトは、1年の頃、啓人が一人で演奏の練習をしている所を見て、その演奏を少しの間聴いてあげたことであった。
屋上の合い鍵を作っており、自由に屋上を行き来している。1年の頃の啓人を少し知っている事から、周りに比べ、比較的フレンドリーに軽音楽部に接する唯一の女子生徒である。
加藤
県立大宮本田高校の国語教師。作中で、啓人達の要請に「うん、いいよ」の一言で応え、軽音楽部の顧問となった。痩せた体つきで眼鏡を掛けており、髪はまっすぐ下に降りたキノコ型ヘア。服装はなぜかいつも白衣。生徒からはカトセンと呼ばれている。
森 淑美（もり よしみ）
県立大宮本田高校の体育教師で水泳部顧問。スタイルもかなり良く美人だが、いつもむっすりと苛ついた表情をしている。水泳部員からは、陰で「よしみちゃん」と呼ばれている。
軽音楽部反対派の筆頭教諭。
神山 剛
啓人の兄で県立大宮本田高校軽音楽部OB。
長谷川 里美（はせがわ さとみ）
県立大宮本田高校2年生。吹奏楽部。岡崎 徹から好意をよせられている。

## 既刊一覧
単行本
- 2006年10月25日発行 ISBN 978-4-344-01246-2

文庫
- 2010年5月10日発行 ISBN 978-4-344-41475-4

## 漫画版

### 単行本
1. 2012年2月25日 ISBN 978-4-7575-3609-8
2. 2012年11月24日 ISBN 978-4-7575-3801-6
3. 2013年6月25日 ISBN 978-4-7575-3993-8